# Нурруд
Нурруд — река в северной части Ирана, в провинции Мазендеран. Течёт через горный массив Эльбурс. Впадает в реку Хераз (бассейн Каспийского моря).
Река берёт начало на северных склонах горы Кухе-Херсерек на высоте более 3500 м. В верховьях течёт немного на север, далее течёт между хребтами на восток, впадает в реку Хераз на высоте 695 метров.
Территории, по которым протекает река, были описаны в Scottish Geographical Magazine в 1898 году.